# Sodówka (roślina)

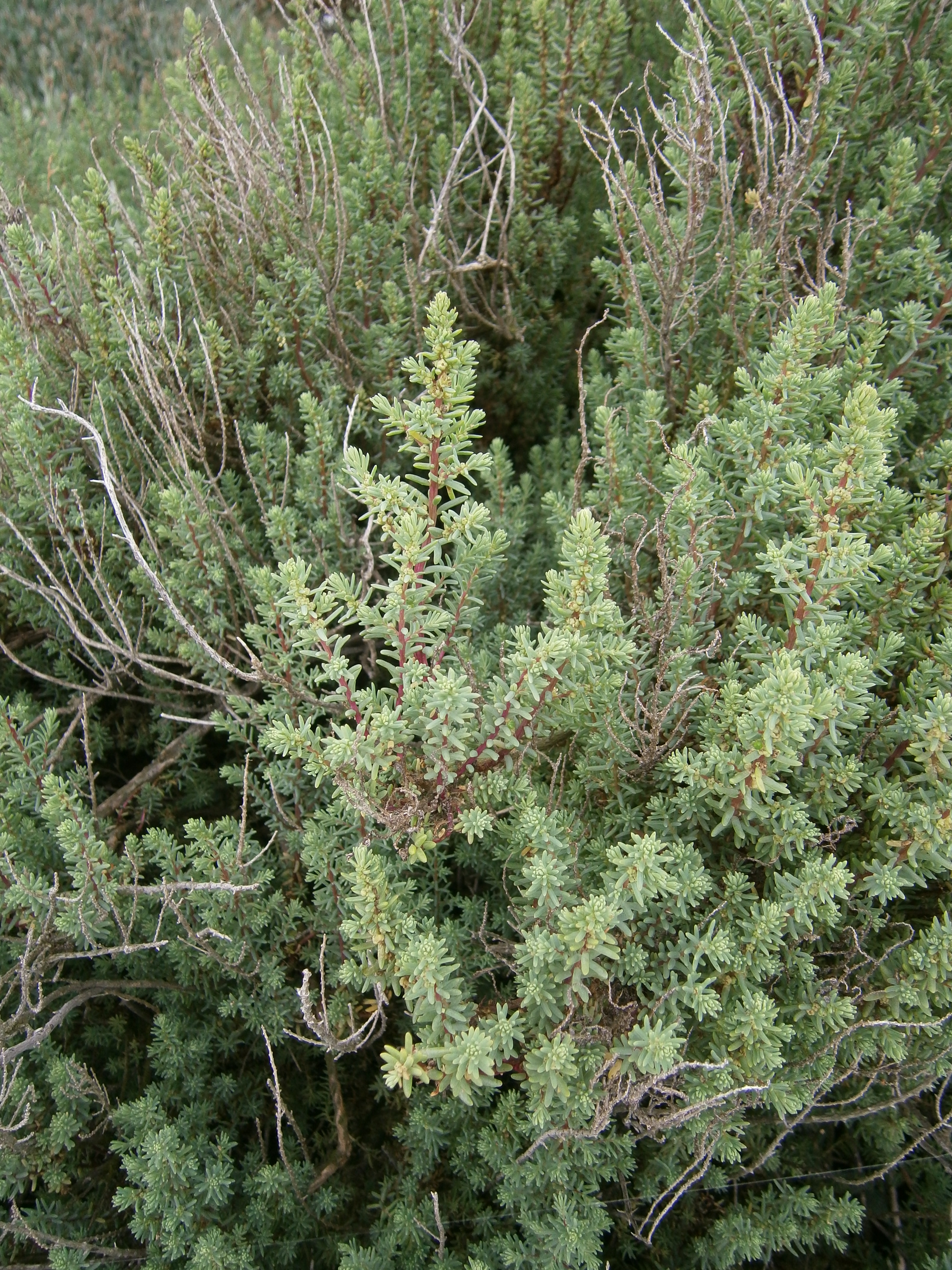
Suaeda fruticosa

Sodówka (Suaeda Forssk. ex J.F. Gmel.) – rodzaj roślin w zależności od ujęcia systematycznego klasyfikowany do rodziny komosowatych (Chenopodiaceae) lub szarłatowatych (Amaranthaceae). Obejmuje 93 gatunki. Rośliny te są szeroko rozprzestrzenione na półkuli północnej oraz na wybrzeżach półkuli południowej, brak ich przedstawicieli w wielu rejonach strefy równikowej. W Polsce występował jeden gatunek – sodówka nadmorska Suaeda maritima, ale wymarł.
Rośliny z tego rodzaju występują zwykle na słonych lub zasadowych mokradłach, często na wybrzeżach, ale też w głębi lądów i także na terenach wyżej położonych. Niektóre gatunki mają znaczenie użytkowe – spożywane są jako warzywa lub wykorzystywane jako źródło czarnych i czerwonych barwników.

## Morfologia

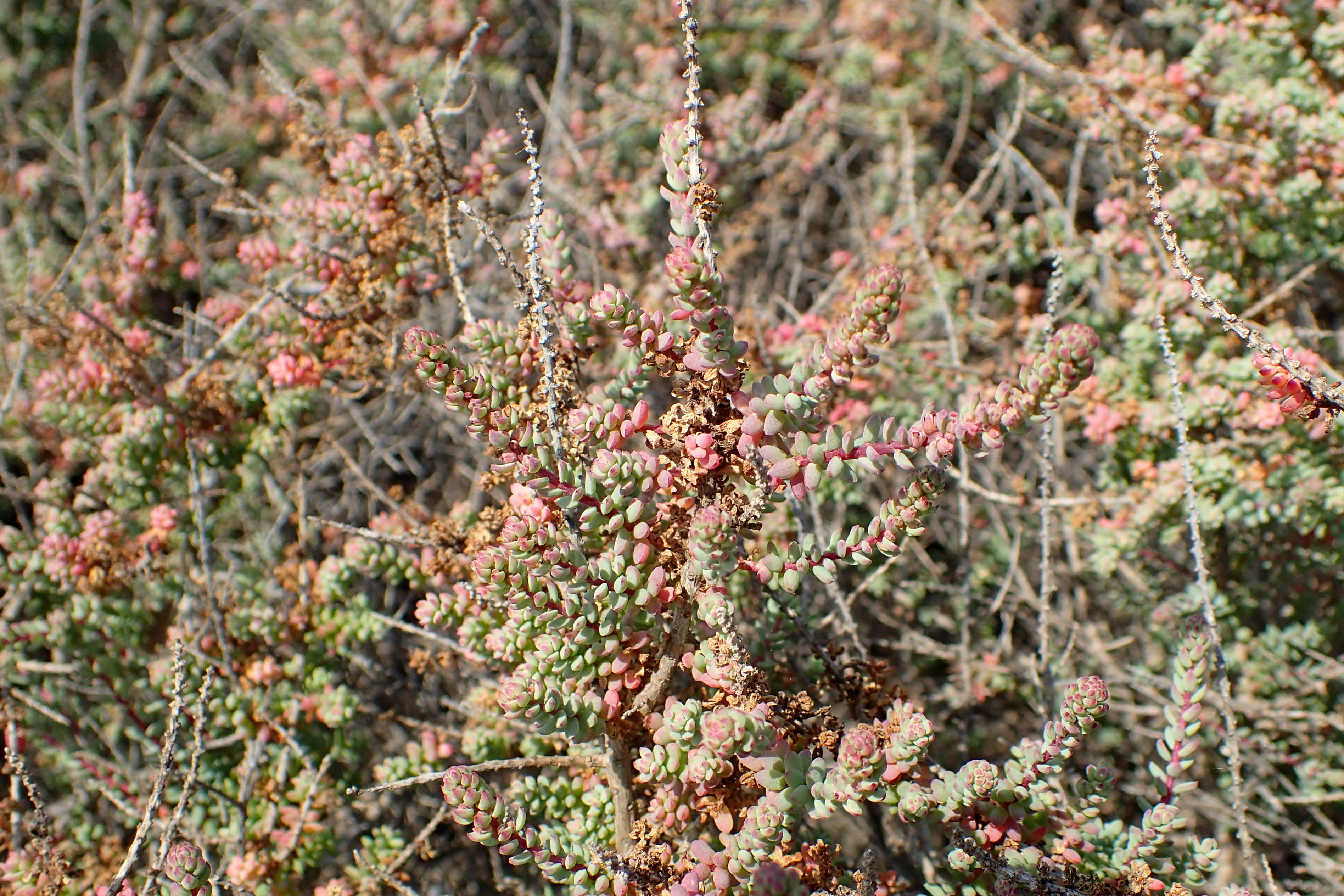
Suaeda vera

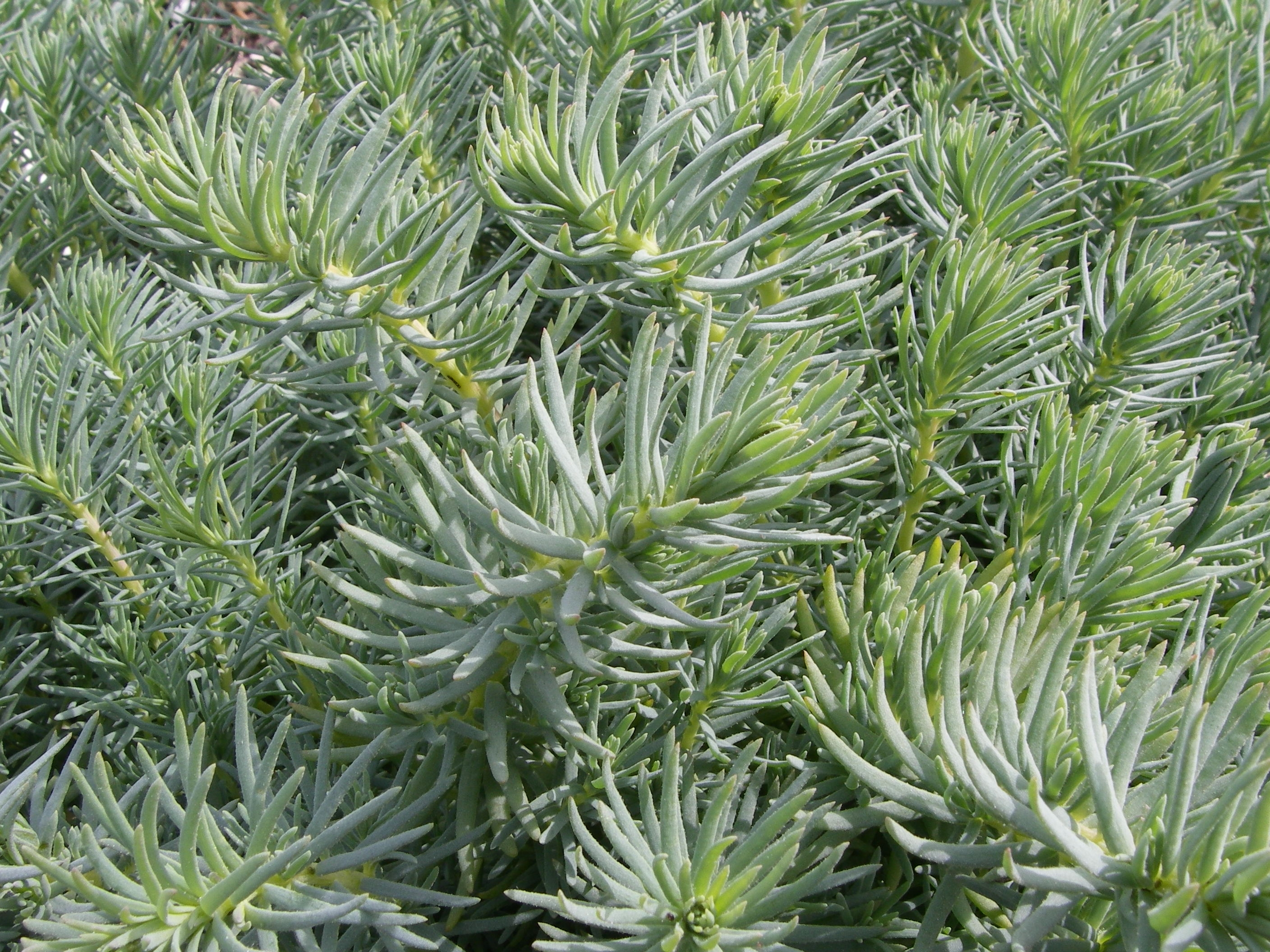
Suaeda californica

PokrójNagie, rzadziej owłosione, często sine, rośliny zielne, półkrzewy i krzewy. Pędy wzniesione, podnoszące się lub płożące, nie są mięsiste, cierniste, ani członowato podzielone.
LiścieNaprzeciwległe lub skrętoległe. Siedzące lub krótkoogonkowe. Blaszki są całobrzegie, mięsiste, wałeczkowate lub płaskie, równowąskie, lancetowate do eliptycznych, u nasady zwykle zwężone, na wierzchołku zaokrąglone, zaostrzone, także czasem wyciągnięte w ostkę.
KwiatyZebrane po kilka–kilkanaście w kłębiki wyrastające w kącie podsadek, skupionych na szczytach pędów w kwiatostany kłoso- lub gronokształtne. Kwiaty zwykle są obupłciowe, czasem wymieszane z kwiatami słupkowymi i pręcikowymi, o budowie promienistej, grzbiecistej lub nieregularnej. Listków okwiatu jest pięć, są one zwykle mięsiste z błoniastym brzegiem, są wolne lub w różnym stopniu zrośnięte. Pręcik jest jeden lub są dwa do pięciu (najczęściej). Zalążnia jest jajowata lub kulista, zwykle z dwoma lub trzema zagiętymi znamionami, rzadziej jest ich 5.
OwoceJednonasienne, zamknięte w trwałym okwiecie, z owocnią błoniastą. Nasiono kulistawe, soczewkowate lub spłaszczone, ułożone pionowo lub poziomo, z łupiną czarną, czarnobrązową, czarnoczerwoną, zielonobrązową, gładką, brodawkowaną lub siateczkowaną na powierzchni.

## Systematyka
Pozycja systematyczna
Rodzaj w ujęciu systemów APG klasyfikowany do rodziny szarłatowatych (Amaranthaceae). W obrębie rodziny zaliczany jest do podrodziny Suaedoideae (= Salicornioideae) i plemienia Suaedeae
Wykaz gatunków
- Suaeda acuminata (C.A.Mey.) Moq.
- Suaeda aegyptiaca (Hasselq.) Zohary
- Suaeda altissima (L.) Pall.
- Suaeda anatolica (Aellen) Sukhor.
- Suaeda aralocaspica (Bunge) Freitag & Schütze
- Suaeda arbusculoides L.S.Sm.
- Suaeda arctica Jurtzev & V.V.Petrovsky
- Suaeda arcuata Bunge
- Suaeda argentinensis A.Soriano
- Suaeda arguinensis Maire
- Suaeda articulata Aellen
- Suaeda asphaltica (Boiss.) Boiss.
- Suaeda australis (R.Br.) Moq.
- Suaeda braun-blanquetii (Pedrol & Castrov.) Rivas Mart., Cantó & Sánchez Mata
- Suaeda caboverdeana Rivas Mart., Lousã, J.C.Costa & Maria C.Duarte
- Suaeda caespitosa Dod
- Suaeda calceoliformis (Hook.) Moq.
- Suaeda californica S.Watson
- Suaeda carnosissima Post
- Suaeda conferta (Small) I.M.Johnst.
- Suaeda corniculata (C.A.Mey.) Bunge
- Suaeda cucullata Aellen
- Suaeda dendroides (C.A.Mey.) Moq.
- Suaeda densiflora Giusti ex Brignone
- Suaeda divaricata Moq.
- Suaeda edulis Flores Olv. & Noguez
- Suaeda eltonica Iljin
- Suaeda esteroa Ferren & S.A.Whitmore
- Suaeda foliosa Moq.
- Suaeda fruticosa Forssk. ex J.F.Gmel.
- Suaeda × genesiana Pedrol & Castrov.
- Suaeda glauca (Bunge) Bunge
- Suaeda heterophylla (Kar. & Kir.) Bunge ex Boiss.
- Suaeda ifniensis Caball. ex Maire
- Suaeda inflata Aellen
- Suaeda iranshahrii Akhani & Freitag
- Suaeda jacoensis I.M.Johnst.
- Suaeda japonica Makino
- Suaeda khalijefarsica Akhani
- Suaeda kocheri Guss. ex C.Brullo, Brullo & Giusso
- Suaeda kossinskyi Iljin
- Suaeda kulundensis Lomon. & Freitag
- Suaeda lehmannii (Bunge) Kapralov, Akhani & Roalson
- Suaeda linearis (Elliott) Moq.
- Suaeda linifolia Pall.
- Suaeda malacosperma H.Hara
- Suaeda maritima (L.) Dumort. – sodówka nadmorska
- Suaeda merxmuelleri Aellen
- Suaeda mexicana (Standl.) Standl.
- Suaeda micromeris Brenan
- Suaeda microphylla Pall.
- Suaeda microsperma (C.A.Mey.) Fenzl
- Suaeda monodiana Maire
- Suaeda monoica Forssk. ex J.F.Gmel.
- Suaeda moschata A.J.Scott
- Suaeda multiflora Phil.
- Suaeda nesophila I.M.Johnst.
- Suaeda neuquenensis M.A.Alonso, Contic. & Cerazo
- Suaeda nigra (Raf.) J.F.Macbr.
- Suaeda nigrescens I.M.Johnst.
- Suaeda novae-zelandiae Allan
- Suaeda nudiflora (Willd.) Moq.
- Suaeda occidentalis (S.Watson) S.Watson
- Suaeda olufsenii Paulsen
- Suaeda palaestina Eig & Zohary – sodówka palestyńska
- Suaeda palmeri (Standl.) Standl.
- Suaeda pannonica Beck
- Suaeda paradoxa (Bunge) Bunge
- Suaeda patagonica Speg.
- Suaeda pelagica Bartolo, Brullo & P.Pavone
- Suaeda physophora Pall.
- Suaeda plumosa Aellen
- Suaeda prostrata Pall.
- Suaeda pruinosa Lange
- Suaeda pterantha (Kar. & Kir.) Bunge
- Suaeda puertopenascoa M.C.Watson & Ferren
- Suaeda pulvinata Alvarado Reyes & Flores Olv.
- Suaeda rigida H.W.Kung & G.L.Chu
- Suaeda rolandii Bassett & Crompton
- Suaeda salina B.Nord.
- Suaeda salsa (L.) Pall.
- Suaeda scabra Lomon.
- Suaeda sibirica Lomon. & Freitag
- Suaeda spicata (Willd.) Moq.
- Suaeda splendens (Pourr.) Gren. & Godr.
- Suaeda stellatiflora G.L.Chu
- Suaeda tampicensis (Standl.) Standl.
- Suaeda taxifolia (Standl.) Standl.
- Suaeda tschujensis Lomon. & Freitag
- Suaeda turgida G.L.Chu
- Suaeda turkestanica Litv.
- Suaeda tuvinica Lomon. & Freitag
- Suaeda vera Forssk. ex J.F.Gmel.
- Suaeda vermiculata Forssk. ex J.F.Gmel.